# Медведев, Александр Иванович
Алекса́ндр Ива́нович Медве́дев (род. 14 августа 1955, Шахтёрск, Сахалинская область) — российский управленец. С 2019 по 2025 года — президент футбольного клуба «Зенит». С 14 июля 2023 по 25 мая 2025 года — председатель совета директоров хоккейного СКА.

## Биография
В 1978 году окончил Московский физико-технический институт, кандидат экономических наук.
В 1978—1989 годах работал в Институте мировой экономики и международных отношений АН СССР, в 1989—1991 годах был директором совзагранбанка «Донау-Банк АГ» (Вена, Австрия), управляющим директором дочерней фирмы банка «Интер Трейд Консалт ГмбХ», в 1998—2002 годах — директором компании «ИМАГ Инвестмент Менеджмент энд Эдвайзори Груп ГмбХ» (Вена, Австрия).
Заместитель председателя правления ПАО «Газпром» (2014—2019), генеральный директор ООО «Газпром экспорт» (2002—2014). С 2008 по 2014 год — президент Континентальной хоккейной лиги.

## Награды
- Орден Почёта (28 ноября 2014 года) — за большой вклад в развитие российского хоккея[4]
- Медаль «За освобождение Крыма и Севастополя» (17 марта 2014 года) — за личный вклад в дело по возвращению Крыма в Россию[5]